# Fletxa Valona 2007
La Fletxa Valona 2007, 71a edició de la clàssica Fletxa Valona, es disputà el 25 d'abril de 2007 i fou guanyada pel vencedor del 2004, Davide Rebellin, per davant del vencedor del 2006, Alejandro Valverde i del 2005, Danilo Di Luca.

## Classificació final
|    | Ciclista           | Equip                | Temps      | UCI ProTour 2007 Punts |
| -- | ------------------ | -------------------- | ---------- | ---------------------- |
| 1  | Davide Rebellin    | Gerolsteiner         | 4h 48' 06" | 40                     |
| 2  | Alejandro Valverde | Caisse d'Epargne     | + 0' 06"   | 30                     |
| 3  | Danilo Di Luca     | Liquigas             | m. t.      | 25                     |
| 4  | Matthias Kessler   | Astana Team          | + 0' 08"   | 20                     |
| 5  | Riccardo Riccò     | Saunier Duval-Prodir | m. t.      | 15                     |
| 6  | Rinaldo Nocentini  | AG2R Prévoyance      | + 0' 13"   | 11                     |
| 7  | Fränk Schleck      | Team CSC             | + 0' 16"   | 7                      |
| 8  | John Gadret        | AG2R Prévoyance      | + 0' 19"   | 5                      |
| 9  | Robert Gesink      | Rabobank             | m. t.      | 3                      |
| 10 | Tadej Valjavec     | Lampre-Fondital      | m. t.      | 1                      |